# Tachymenis chilensis
Tachymenis chilensis е вид змия от семейство Смокообразни (Colubridae). Видът не е застрашен от изчезване.

## Разпространение и местообитание
Разпространен е в Чили (Араукания, Атакама, Биобио, Валпараисо, Кокимбо, Лос Лагос, Мауле и О'Хигинс).
Обитава ливади и пасища.